# Camille de Rochetaillée
Pour les articles homonymes, voir Rochetaillée.
Camille Bernou, baron de Rochetaillée, né le 29 mars 1803 à Lyon et mort le 19 janvier 1857 dans son château de l'Etivallière,,, est un industriel français.
Issu d'une grande famille stéphanoise, il fut propriétaire de la compagnie des mines du Cros, fut nommé membre de la Chambre de Commerce de Saint-Étienne en 1846 puis en devint le Président de 1847 à 1856.
Une rue  de Saint-Étienne porte son nom ainsi qu'un stade de football situé à Saint-Priest-en-Jarez.
Sa petite fille,  Marie Camille Françoise Charlotte Bernou de Rochetaillée  (1883-1966) épousa le physicien  Maurice de Broglie. 